# Ben Cook
Benjamin Tyler Cook (n. 11 decembrie 1997, Eden⁠(d), Carolina de Nord, SUA), cunoscut și sub numele de Ben Cook, este un actor și cântăreț american.

## Biografie
Cook s-a născut în Carolina de Nord și a crescut în New York și Virginia. A început să studieze dansul la Metropolitan School of the Arts la vârsta de 7 ani. A urmat Școala Profesională de Arte Spectacole din New York pentru școala medie și în timpul liceului.

## Filmografie
- 2010: 30 Rock
- 2013: Culisele puterii (House of Cards)
- 2014: Veep
- 2017: Legea și ordinea: Unitatea pentru victime speciale (Law & Order: Special Victims Unit)
- 2018: Paterno
- 2021: Poveste din cartierul de vest (West Side Story)
- 2022: The First Lady[2]
- 2022: Pretty Little Liars: Original Sin[3]

## Teatru
- 2007–2008: Colind de Crăciun (A Christmas Carol)
- 2008: Macbeth
- 2009: The Heavens Are Hung in Black
- 2009–2010: Ragtime
- 2010–2011: Epoca de Aur (The Golden Age)
- 2011–2013: Billy Elliot the Musical
- 2014–2016: Newsies The Musical
- 2016: Tuck Everlasting
- 2017–2019: Fete rele (Mean Girls)
- 2019–2020: Poveste din cartierul de vest (West Side Story)